# 伊藤知宏
伊藤 知宏（いとう ちひろ、1980年 - ）は、日本の現代美術家・画家・メディア・アーティスト。

## 人物
- 1980年：東京都出身。0歳の時に東京の伊藤の実家の台所と寝室のある小さな暗い木の床の上で、紙に最初の絵を描き始める。彼は幼年期と10代の月日のほとんどを、アーティストになることに専念した。
- 2004年：武蔵野美術大学を卒業後、阿佐ヶ谷の西瓜糖で最初の個展を行った。
- 2012年： ポルトガルでの欧州文化首都に招待され展覧会とパフォーマンスをおなった。この時の経験は複雑な社会政治性を含んだ問題が多くあったが、国際的活動経験としてはすばらしいかった。同じ年に伊藤はセルビアに招待され、個展とペインティングパフォーマンスを行った。
- 2014年：阿佐ヶ谷アートストリートにアーティスト、芸術監督として関わり、そこで日本の詩人の谷川俊太郎やミュージシャンの谷川賢作らとコラボレーションを行った。また、1970年代の重要なアーティストの榎本了壱や萩原朔美などととも関わった。
- 2017年：欧州文化首都の行われているキプロス共和国へ招待され、緩衝地帯での個展とペインティングパフォーマンスを行った。
- 2018年：日本政府からの助成金を得てニューヨークへ渡米。そこでアメリカの実験映像の父で詩人のジョナス・メカスに出会う。その後、伊藤は映像作品と詩の制作に力を入れ始める。その後、伊藤の制作した短編映像作品は、30以上の映画祭や美術館などで招待作品となり上映された。また、クイーンズ美術館の詩のイベントに招待され、詩を朗読した。
- 2020年：カリフォルニア大学ロサンゼルス校の音楽図書館に伊藤の制作した図形楽譜が収蔵された。

近年は花、野菜、音や“そこにあるものをえがく”と題してその場所にあるものをモチーフに絵を描く。文化庁新進芸術家海外研修制度研修員（2018 - 19）および日米芸術家交換計画日本側派遣芸術家。

## 略歴
1980年：愛知県生まれ
2004年：武蔵野美術大学造形学部油絵科卒業

## 概要
黒い線で描かれる巨大な絵画作品が特徴。シンプルだが強い作品はまるで社会に対してノイズを発しているようだと評される。

## 受賞歴
2005年　アーティクル賞（日本）
2005年　群馬青年ビエンナーレ2005（日本）
2006年　Vermont Studio Center Asian Annual Award Grant（アメリカ）
2008年　Vermont Studio Center Asian Annual Award Half Grant（アメリカ）
2015年　Bio Art Seoul 2015（スイス）
2017年　第32回 ホルベイン・スカラシップ奨学生（日本）
2018年　文化庁新進芸術家海外研修制度研修員（2018-19）（日本）
　　　　  日米芸術家交換計画日本側派遣芸術家（日本／アメリカ）
2019年　特別賞 - London-X4 Seasonal Short Film Festival (イギリス)
　　　　  ベスト・ドキュメンタリー受賞 - Eurasia International Monthly Film Festival (ロシア)
　　　　  The Master Art Prize受賞（フランス）
　　　　  Summer Studio Scholarship Program - SnugHarbor Cultural Art Center/Art Lab Inc.（アメリカ）
2023年　ジョナス・メカス・リサーチ・アンド・クリエイション・助成金受賞 - Monira Foundation and Jonas Mekas Studio（アメリカ）

## アートフェア10
2008年6月　Affordable Art Fair - Shion Art（アメリカ、ニューヨーク）
2021年8月　Holbein Art Fair 2021 - + Art Gallery（日本、東京）
2022年9月   Armory Show 2022 vip event Invisible Dog Art Center （アメリカ、ニューヨーク）
2024年4月   NY Art Book Fair 2024（アメリカ、ニューヨーク）
2024年6月   East Village Zine Fair 2024（アメリカ、ニューヨーク）

## 個展歴（抜粋）
- 2004年8月：西瓜糖（東京、阿佐ヶ谷）
- 2006年7月：UPLINK GALLERY（東京、渋谷）
- 2009年9月：中之条ビエンナーレ2009（群馬、中之条）
- 2010年7月：新世代への視点2010 画廊からの発言[1] - 藍画廊（東京、銀座）
- 2011年5月：Group IGS(フランス、パリ)
- 2012年
  - 5月：O3one Gallery(NPO日本・ユーゴアートプロジェクト招待) (セルビア、ベオグラード)
  - 10月：Noc Nocin ギマランイス2012(欧州文化首都招待) (ポルトガル、ギマランイス)
- 2013年10月：CAAA Centro para os Assuntos da Arte e Arquitectura (CAAA 招待) (ポルトガル、ギマランイス／以後毎年)
- 2014年3月：阿佐ヶ谷アートストリート2014（阿佐ヶ谷、東京／以後毎年）

## 連載
「On the New York City! ～現代美術家の目線から見たニューヨーク～」 朝日新聞 &M - NOV. 7, 2018〜
「コンテンポラリー・アメリカと私 - 画家の目線から見た、ニューヨークのパフォーマンス周辺のあれこれ -」DANCEART/ダンサート contemporary dance magazine 44号（ダンスカフェ出版） - FEB. 1, 2019
「On Beat!」 UNCANNY - 第1期、JUN, 2014〜MAY, 2015
「On Beat!」 UNCANNY
- 第2期、SEP, 2016〜